# Fővárosi Ásványvíz és Üdítőipari Zrt.
A Fővárosi Ásványvíz és Üdítőipari Zrt. (FÁÜ Zrt.) a PepsiCo magyarországi leányvállalata, Magyarországon bejegyzett vállalkozás volt. A cég legkorábbi jogelődje az 1948-ban alapított állami vállalat volt.

## Története
Budapesten a Margit-sziget déli részén lévő Magda-kutat 1936-ban tárták fel, ennek a vizét is az időközben megépült sportuszoda melletti ásványvíztöltő üzembe vezették. 1938-ban megépült a Margit-szigeti ásványvízüzem. A Margit-sziget a 20. század elején Budapest főváros tulajdonába került, és a palackozást  a Fővárosi Ásványvíz Vállalat vette át. 
A második világháború után, 1948-ban megalakult a Fővárosi Ásványvíz és Szikvízüzem.  Itt készült az 1960-as években a Bambi üdítőital, amelynek gyártását 1970-ben szüntették be, amikor az NDK-ból importált gépsorokat az ekkortól importált Pepsi-Cola üdítőital palackozására állították át. Kezdetben 0,25 literes kiszerelésű Pepsi-Colát gyártottak.
Miután az ásványvízüzemet összevonták a jéggyárral, az újabb nevén Fővárosi Ásványvíz és Jégipari Vállalat a szikvíz mellett Margitszigeti Kristályvizet is forgalomba hozott.
Az 1970-es években megkezdődött a Deit nevű üdítőital gyártása. A Deit a maga idejében újdonságot hozott, mivel vitaminokkal dúsított, kalóriamentes üdítőital volt.
Az 1990-es években megkezdődött a PET-palackos és a 0,33 literes dobozos üdítőitalok forgalmazása. A Pepsi MAX-ot 1995-ben vezették be a magyar piacra.
Az állami vállalat privatizációja után részvénytársasággá alakult. 1993. március 1-jén a PepsiCo cég megvásárolta a FÁÜ. Rt. részvényeinek 79%-át, és ezáltal a cég többségi tulajdonosává vált.
A Margitszigeti Kristályvíz 2010-től Kristályvíz néven, új logóval kerül forgalomba.
2014-ben bezárt a vállalat soroksári gyára, innentől a cég csak nagykereskedelemmel foglalkozott.
2018-ban a FÁÜ Zrt. a PepsiCo cseh és szlovák érdekeltségeivel együtt a Karlovarské Minerální Vody (ma Mattoni 1873) csoport tulajdonába került. 2019 óta Szentkirályi Magyarország néven működik az összevont leányvállalat.

## Tevékenysége
A legutóbbi adatok alapján 281 személy dolgozik az üzemben és a vezetőség 5 tagú. A 2017-es pénzügyi beszámoló alapján a bevétel 83 811 751 EUR (26 028 494 000 HUF).